# Jerzy Stelmach (filozof prawa)
Jerzy Marian Stelmach (ur. 25 lutego 1954 w Krakowie) – polski teoretyk i filozof prawa, profesor nauk prawnych, profesor zwyczajny Uniwersytetu Jagiellońskiego, radca prawny, kolekcjoner sztuki.

## Życiorys
W 1973 rozpoczął studia prawnicze na Wydziale Prawa Uniwersytetu Jagiellońskiego, które ukończył w 1977. Następnie podjął studia doktoranckie na Katedrze Teorii i Filozofii Prawa, studiując jednocześnie filozofię, której absolwentem został w 1981. W 1983 na podstawie pracy pt. Normatywne problemy interpretacji teorii prawa napisanej pod kierunkiem profesora Kazimierza Opałka uzyskał stopień doktora nauk prawnych. Habilitował się w 1991 w oparciu o dorobek naukowy oraz rozprawę zatytułowaną Hermeneutyczne ujęcie filozofii prawa. W 1996 otrzymał tytuł profesora nauk prawnych.
Zawodowo związany z macierzystą uczelnią jako wykładowca teorii prawa, wstępu do prawoznawstwa i sztuki negocjacji prawniczych. Od 1996 na stanowisku profesora (od 2003 profesor zwyczajny), został także kierownikiem Katedry Teorii i Filozofii Prawa, a następnie Katedry Filozofii Prawa i Etyki Prawniczej. W latach 1993–1999 był prodziekanem, a w latach 1999–2002 dziekanem Wydziału Prawa i Administracji UJ. Powołany w skład Komitetu Nauk Prawnych Polskiej Akademii Nauk. Członek Komisji Prawniczej Polskiej Akademii Umiejętności.
Podjął także praktykę w zawodzie radcy prawnego. Zajął się też kolekcjonowaniem dzieł sztuki.

## Odznaczenia i wyróżnienia
W 2012, za wybitne osiągnięcia w pracy naukowo-badawczej i działalności dydaktycznej, za zasługi na rzecz rozwoju nauki, został odznaczony przez prezydenta Bronisława Komorowskiego Krzyżem Oficerskim Orderu Odrodzenia Polski. W 2000 otrzymał Krzyż Kawalerski tego orderu. Wyróżniony tytułami doctora honoris causa uniwersytetów w Heidelbergu (2007) i Augsburgu (2011).

## Wybrane publikacje
- Współczesna teoria i filozofia prawa na zachodzie Europy (wspólnie z Tomaszem Gizbertem-Studnickim, Krzysztofem Płeszką i Ryszardem Sarkowiczem), Uniwersytet Jagielloński, Kraków 1985, ISBN 83-233-0046-1.
- Co to jest hermeneutyka?, Zakład Narodowy im. Ossolińskich, Kraków-Wrocław 1989, ISBN 83-04-03388-7.
- Współczesna filozofia interpretacji prawniczej, WPiAUJ, Kraków 1995, ISBN 83-86791-00-4.
- Filozofia prawa XIX i XX wieku (wspólnie z Ryszardem Sarkowiczem), Wydawnictwo Uniwersytetu Jagiellońskiego, Kraków 1998, ISBN 83-233-1152-8.
- Kodeks argumentacyjny dla prawników, Zakamycze, Kraków 2003, ISBN 83-7333-019-4.
- Metody prawnicze: logika, analiza, argumentacja, hermeneutyka (wspólnie z Bartoszem Brożkiem), Zakamycze, Kraków 2004, ISBN 83-7333-367-3.
- Dziesięć wykładów o ekonomii prawa (wspólnie z Bartoszem Brożkiem i Wojciechem Załuskim), Wolters Kluwer Polska, Warszawa 2007, ISBN 978-83-7526-085-4.
- Sztuka negocjacji prawniczych (wspólnie z Bartoszem Brożkiem), Wolters Kluwer Polska, Warszawa 2011, ISBN 978-83-264-1143-4.
- The Many Faces of Normativity (redakcja wspólnie z Bartoszem Brożkiem i Mateuszem Hoholem), Copernicus Center Press, Kraków 2013, ISBN 978-83-7886-003-7.
- Philosophy in Neuroscience (redakcja wspólnie z Bartoszem Brożkiem i Łukaszem Kurkiem), Copernicus Center Press, Kraków 2013, ISBN 978-83-7886-032-7.
- Fenomen normatywności (wspólnie z Anną Brożek i Bartoszem Brożkiem), Copernicus Center Press, Kraków 2013, ISBN 978-83-7886-007-5.
- W świecie powinności (redakcja wspólnie z Bartoszem Brożkiem, Mateuszem Hoholem oraz Łukaszem Kurkiem), Copernicus Center Press, Kraków 2013, ISBN 978-83-7886-028-0.
- Uporczywe upodobanie. Zapiski kolekcjonera, Wolters Kluwer Polska, Warszawa 2013, ISBN 978-83-7576-183-2.
- Sztuka manipulacji, Wolters Kluwer Polska, Warszawa 2011, ISBN 978-83-8160-002-6.
- Szkice z filozofii głupoty (wspólnie z Michałem Hellerem i Bartoszem Brożkiem), Copernicus Center Press, Kraków 2021, ISBN 978-83-7886535-3.